# 모란앵무
모란앵무(Agapornis lilianae, Lilian's lovebird, Nyasa lovebird)는 러브버드속에 속하는 아프리카의 조그마한 앵무새 종이다. 주로 빛깔은 녹색이며 윗가슴과 머리는 오렌지색을 이룬다. 길이는 13센티미터(5인치)이며 아프리카 본토에서는 가장 작은 앵무새이다. 포획하여 사육하는 일은 어렵고 흔치 않은 편이다.
아보카도 초콜릿 같은음식은 앵무새에게 해가돼니 먹이지 않는 것이 좋다. 모란앵무중에는 노란색과 하얀 색으로 이루어진 앵무새도 있고 민트색과 하얀색으로 이루어진 앵무새 바이올렛 모란앵무도 있고 노란색과 빨간색으로 이루어진 앵무새도 있다.

## 개요
모란앵무의 성체의 길이는 13~15cm정도이며 색이 개체마다 매우 다양하다.통통하고 동그란 생김새로 애완앵무로 사랑을 많이 받고 있는종이다.분양가는 15~20만원 정도이며 분양처에 따라서 이는 상이할수 있다.작은 덩치와는 다르게 한성깔하는 편이고 부리힘도 매우 세다.호기심이 많은 편이고 주인과 친해지면 교감뿐만 아니라 화장실까지 졸졸 쫓아올 정도에 껌딱지라고 한다.

### 먹이
모란앵무의 주식은 알곡,씨앗이며 개체마다 열매를 먹는 종들도 있다.

### 짝짓기
모란앵무의 짝짓기 기간은 1월부터 3월, 6~7월이다. 나무 틈에 지붕이 있는 둥지를 튼다. 3~6개의 흰 알을 낳으며 약 22일 간 품으며 새끼들은 부화 후 약 44일 후에 둥지를 떠난다. 짝짓기는 암컷이 날개를 피면 수컷이 등 위에 올라가 엉덩이를 서로 비비며 짝짓기를 한다.이때 수컷은 구애의 소리로 "뿌드득뿌드득"거리며 부리가는 소리를 낸다.

새끼
갓 깨어난 모란앵무는 3~4cm정도이며 먹이는 부모가 먹은 것을 개어내어 토해준 걸 받아먹으며 자란다.알에서 나오자마자 눈을 뜨는 게 아닌 1주일 정도 후에나 눈을 뜰수 있다. 털은 솜털이 먼저 나고 그 뒤에 방수가 가능한 어른 깃털들이 자란다.어린 모란앵무의 부리에는 검은 무늬가 있으며 자랄수록 연해지며 나중에 성체가 됐을때는 검은 무늬가 완전히 사라진다.

## 분포
모란앵무는 말라위, 모잠비크, 탄자니아, 잠비아, 짐바브웨에 서식한다. 2004년 야생 개체 수는 20,000마리 미만으로 추산되었다.

## 조류 사육
모란앵무를 포획하여 키우기는 힘들다. 전 세계 수많은 사육자들은 이 종의 사육에 고군분투하고 있다.